# China (Nuevo León)
China é um município do estado de Nuevo León, no México.
Em 2005, o município possuía um total de 10.697 habitantes.